# Félix Dupanloup
Félix-Antoine-Philibert Dupanloup (Saint-Félix, 3 gennaio 1802 – La Combe-de-Lancey, 11 ottobre 1878) è stato un vescovo cattolico francese.

## Biografia
Da bambino fu affidato alle cure di un fratello, prete della diocesi di Chambéry. Nel 1810 fu inviato in un collegio ecclesiastico a Parigi. In seguito entrò al seminario di Saint-Nicolas-du-Chardonnet nel 1813, da cui nel 1820 fu trasferito al seminario di Saint Sulpice di Parigi. Nel 1825 fu ordinato sacerdote e divenne viceparroco alla chiesa della Madeleine. Per un certo periodo fu tutore dei principi di Orléans. Fu fondatore dell'accademia di Saint-Hyacinthe e per questo papa Gregorio XVI gli indirizzò una lettera di elogi, in cui lo definì Apostolus juventutis (apostolo della gioventù).
Dall'arcivescovo Affre fu inviato a Roma, dove ottenne la nomina a prelato d'onore e protonotario apostolico.
Nel 1849 fu nominato vescovo di Orléans. Una sua famosa omelia su Giovanna d'Arco riscosse eco in Francia e in Inghilterra e fu importante nel promuovere la canonizzazione dell'eroina francese.
Fu eletto all'Académie française nel 1854 ed ebbe il seggio n.16. All'interno dell'Accademia capeggiò il "partito religioso", opponendosi all'elezione dell'agnostico Émile Littré (che fu poi eletto nel 1875), di Hippolyte Taine e di Ernest Renan (eletti entrambi nel 1878). Il 17 ottobre 1865, nella cattedrale di Nantes, pronunciò un elogio funebre per Christophe Louis Léon Juchault de Lamoricière, generale degli zuavi pontifici.
Dotato di una brillante eloquenza e celebre per zelo e carità, fu una delle principali figure della società francese per molti anni. Si impegnò per vincere l'indifferentismo religioso dei francesi. Si distinse come educatore e si batté per il mantenimento degli studi classici nelle scuole, propagandando il metodo catechetico di Saint-Sulpice. In ciò fu alleato dell'arcivescovo di Parigi Sibour e si oppose ai fratelli Gaume, i sacerdoti Jean-Alexis e Jean-Joseph, che proponevano di abolire lo studio degli autori classici, sostituendoli con i padri della Chiesa. Papa Pio IX con l'enciclica Inter multiplices del 1853 prese moderatamente posizione contro Dupanloup e Sibour, tuttavia gli autori classici restarono nei programmi di studio.
Fu uno dei principali esponenti dei cattolici moderati. In seguito alla pubblicazione dell'enciclica Quanta cura e dell'annesso Sillabo, pubblicò l'opuscolo La convention du 15 septembre et l'encyclique du 8 décembre in cui cercò di ridurre la portata del documento, introducendo in esso la distinzione tra tesi ed ipotesi, tra principio generale ed eccezione concreta; l'opera ebbe un grande successo, dovuto anche, pare, all'appoggio del cardinale Giacomo Antonelli, che aveva cercato di dissuadere il Pontefice dal pubblicare il documento e poi ne aveva pubblicamente minimizzato il contenuto.
Sia prima sia durante il Concilio Vaticano I si oppose alla proclamazione dogmatica dell'infallibilità papale e fu uno degli antinfallibilisti più in vista, insieme a Karl Josef von Hefele. Tuttavia, dopo la definizione del dogma, fu tra i primi ad accettarlo con obbedienza.

## Genealogia episcopale e successione apostolica
La genealogia episcopale è:
- Cardinale Guillaume d'Estouteville, O.S.B.Clun.
- Papa Sisto IV
- Papa Giulio II
- Cardinale Raffaele Sansone Riario
- Papa Leone X
- Papa Paolo III
- Cardinale Francesco Pisani
- Cardinale Alfonso Gesualdo di Conza
- Papa Clemente VIII
- Cardinale Pietro Aldobrandini
- Cardinale Laudivio Zacchia
- Cardinale Antonio Barberini, O.F.M.Cap.
- Cardinale Nicolò Guidi di Bagno
- Arcivescovo François de Harlay de Champvallon
- Cardinale Louis-Antoine de Noailles
- Vescovo Jean-François Salgues de Valderies de Lescure
- Arcivescovo Louis-Jacques Chapt de Rastignac
- Arcivescovo Christophe de Beaumont du Repaire
- Cardinale César-Guillaume de la Luzerne
- Arcivescovo Gabriel Cortois de Pressigny
- Arcivescovo Hyacinthe-Louis de Quélen
- Cardinale Joseph Bernet
- Arcivescovo Marie-Dominique-Auguste Sibour
- Vescovo Félix-Antoine-Philibert Dupanloup

La successione apostolica è:
- Vescovo Flavien-Abel-Antoinin Hugonin (1867)

## Opere
- De la pacification religieuse: quelle est l'origine des querelles actuelles? quelle en peut être l'issue? , ed.chez J. Lecoffre et Cie., 1845
- De l'éducation, ed: Douniol, 1861.
- La Convention du 8 décembre. Suivie d'une lettre au Journal des débats, 28e éd., Paris, Charles Douniol, 1865, 160 p.
- Entretiens sur la prédication populaire , ed.Charles Douniol, 1866
- De la haute éducation intellectuelle , ed. Douniol, 1866
- Louis XVII, sa vie, son agonie, sa mort: captivité de la famille royale au Temple, Alcide Beauchesne, Félix Dupanloup, ed. H. Plon, 1867
- La femme studieuse, ed. C. Douniol, 1869
- Étude sur la franc-maçonnerie, 3e éd., Paris, Charles Douniol, 1875, 92 p.
- Premières lettres a Messieurs les membres du Conseil municipal de Paris sur le centenaire de Voltaire, ed.Société Bibliographique, 1878.
- Lettres sur l'éducation des filles et sur les études qui convienment aux femmes dans le monde, ed.C. Douniol, 1879
- La souveraineté pontificale selon le droit catholique et le droit européen, ed.J. Lecoffre et cie, 1860.